# Simon Killer
Simon Killer è un film del 2012 scritto e diretto da Antonio Campos.

## Trama
Simon è un giovane studente appena laureato. In preda alla depressione per essere stato lasciato dalla sua fidanzata, decide di trasferirsi a Parigi. Nonostante conosca bene il francese, ha difficoltà ad ambientarsi nella nuova città. In uno strip club conosce Victoria, una bellissima prostituta con cui instaura un rapporto particolare e la ragazza, colpita dall'ingenuità e dalla tristezza di Simon, decide di andare a vivere con lui. Tuttavia, Simon non è ingenuo come sembra e ha un piano ben preciso, cioè ricattare i clienti della ragazza riprendendo i loro atti sessuali.

## Distribuzione
Il film è stato presentato in anteprima il 20 gennaio 2012 al Sundance Film Festival 2012.